# Money Mark
Money Mark, pseudonimo di Mark Ramos Nishita (Detroit, 10 febbraio 1960), è un musicista, produttore discografico e attore statunitense.
È da molti considerato il "quarto Beastie Boy", per avere suonato a lungo insieme al gruppo hip hop newyorchese dei Beastie Boys.
Appassionato fin dall'infanzia di musica, ed in particolare quella elettronica, dopo avere esercitato per qualche tempo il mestiere di carpentiere, alternato a quello di tastierista "di strada", conobbe nel 1992 Adam Horovitz, il rapper che lo convinse ad intraprendere definitivamente la carriera musicale.
Pur avendo pubblicato da solista nove dischi, di cui quattro album in studio, è conosciuto soprattutto per la sua attività di collaboratore, che lo ha portato a lavorare insieme a gruppi ed artisti del panorama musicale statunitense e britannico, come Beck, Blackalicious, DJ Hurricane, Moby, The John Butler Trio, Yōko Ono ed i già citati Beastie Boys.
Nel corso degli ultimi anni, ha realizzato moltissime colonne sonore per il cinema, oltre ad avere partecipato in qualità di attore a due film, di cui uno dedicato alla figura di Robert Moog, l'inventore del sintetizzatore.

## Biografia

### 1960 - 1991: I primi anni e gli incontri con Mario Caldato Jr. ed i Dust Brothers
Nato a Detroit, nel Michigan, il 10 febbraio 1960 da padre giapponese-hawaiano e madre messicana, Mark Ramos Nishita si trasferì all'età di sette anni nella West Coast, e più precisamente a Los Angeles. La città, nella quale molti giovani andavano incontro alla nuova musica jazz, vide molto presto Ramos Nishita avvicinarsi ed appassionarsi ai suoni prodotti dagli strumenti cordofoni ed in particolare da quelli elettronici che, dopo l'invenzione del primo sintetizzatore ad opera del musicista e tastierista statunitense Robert Moog, attrassero subito grande attenzione per la stranezza e la particolarità degli effetti acustici generati. Nishita, facendo perno sulla passione del padre per la musica, si fece regalare dal genitore i primi strumenti elettronici prodotti, che iniziò ad accumulare in maniera quasi accanita.
Il 1979 fu un anno molto importante per l'artista, che conobbe il quasi coetaneo Mario Caldato Jr. (Mario C.), tastierista brasiliano emigrato con la famiglia a Los Angeles nel 1963. A Caldato può essere riconosciuto il merito di avere contribuito ad allargare notevolmente gli orizzonti musicali di Nishita, che grazie a lui fece esperienza con strumenti musicali a lui noti solo per il nome o addirittura totalmente sconosciuti, come le percussioni e l'omnichord, quest'ultimo generante i suoni tramite alcuni bottoni collegati a corde. Nel 1980, i due misero in piedi il loro primo studio di registrazione ed il musicista brasiliano, che già aveva fatto esperienza con sintetizzatori e percussioni in vari gruppi, tra i quali si ricordano i "Soul Stick", gli "Wake", i "Phaze" ed i "Phaze II", introdusse l'amico in una parte di questi progetti musicali, in cui Mark suonò quasi sempre le amate tastiere. Nella prima metà degli anni ottanta Nishita, che avvicendava il suo lavoro di operaio edile a quello di musicista, conobbe il duo The Dust Brothers, composto da Michael Simpson e John King; nel 1987 furono proprio questi ultimi, in collaborazione con Matt Dike, cofondatore dell'etichetta discografica Delicious Vinyl, a permettergli di lavorare all'interno di essa come overdubber di cordofoni.
Dunque, pur facendo parte del team di produzione dei Dust Brothers, Mark Nishita, ancora lungi dall'abbandonare per sempre il suo tradizionale lavoro per seguire la strada che in realtà avrebbe voluto percorrere, a ventisette anni si ritrovò immerso in una situazione piuttosto particolare per un musicista. Infatti, non faceva ancora parte, in modo stabile, di una band o di un gruppo che condividessero il suo amore per la musica elettronica, ma si limitava a svolgere un incarico piuttosto modesto all'interno di una label che si può definire "di nicchia". Soltanto cinque anni dopo, nel 1992, avvenne l'incontro destinato a stravolgere la sua carriera e la sua stessa vita: quello con Adam Horovitz (Adrock), uno dei pilastri della band hip hop dei Beastie Boys.

### 1992 - 1994: La collaborazione con iBeastiesed il primo lavorosolo

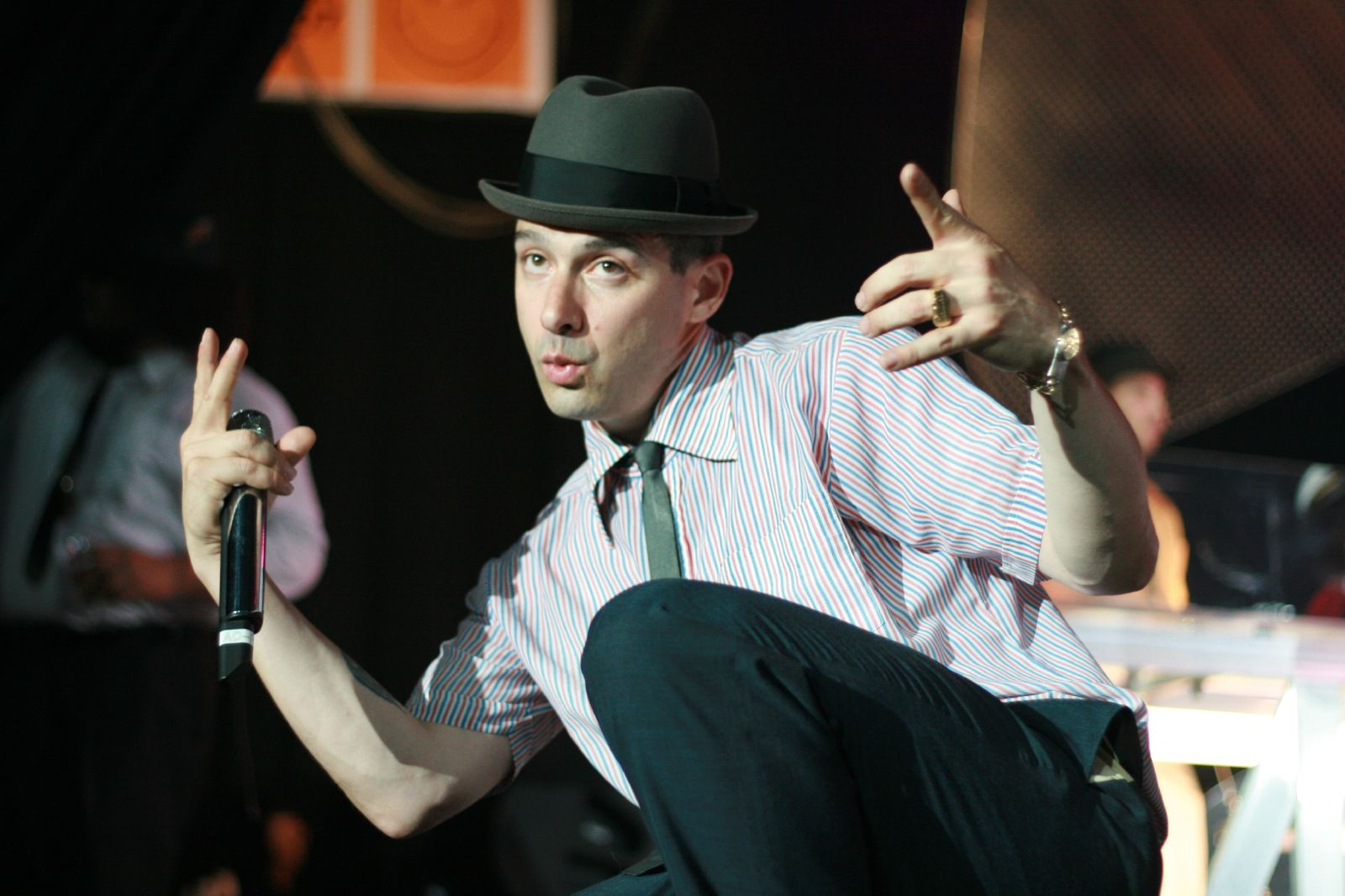
Adam Horovitz.

Nella primavera del 1992, su consiglio di Mario C., che aveva prodotto Paul's Boutique, l'ultimo lavoro del trio risalente al 1989, Nishita fu contattato dal gruppo newyorchese per effettuare una globale ristrutturazione della loro abitazione di Los Angeles, situata in uno dei quartieri più "in" della città, Silver Lake. Poco dopo avere iniziato a svolgere i primi lavori di rinnovamento della casa Horovitz, che assisteva per conto degli altri due membri al corretto svolgimento delle attività pattuite, una volta venuto a sapere dal produttore brasiliano e dallo stesso Nishita della sua più che decennale esperienza con cordofoni e clavicordi e solleticato dall'idea di poter conferire un indirizzo musicale diverso al nuovo album, ormai in imminente uscita ma troppo uniforme nella sua composizione, gli propose di assistere alle consuete fasi di prova e di prendere poi parte a quelle di registrazione del nuovo disco, Check Your Head, confezionato dallo stesso Caldato. Ramos Nishita non si fece sfuggire l'occasione che gli si presentò davanti, accettando la proposta di Adrock e stravolgendo così le sonorità del disco. Infatti, tutte le canzoni strumentali presenti nella release, come la rilassante Namastè e l'energica Pow, arricchita dal suono inebriante delle percussioni, contribuirono ad un deciso cambiamento dell'impronta tipicamente hip hop della band, che in pratica da quasi otto anni non riprendeva in mano gli strumenti musicali.
Un anno dopo, nel 1993, collaborò alla stesura delle musiche del film Patto di sangue, che fu la prima delle tante pellicole alle quali contribuì in fatto di colonne sonore.
Ultimato il tour mondiale della band, Mark Nishita, vista la notevole disponibilità del gruppo a dare subito un seguito all'ultimo disco, partecipò subito dopo al nuovo progetto, sfociato nel 1994 con l'uscita di Ill Communication. Arricchitosi di un elemento come il percussionista Eric Bobo, figlio di Willie, il gruppo diede alle stampe un lavoro ancora migliore, dal momento che Check your Head era stato un cd sperimentale, come tra l'altro sottolineato dalla maggior parte della critica, che aveva definito l'opera come un tentativo, a tratti notevole ed a tratti maldestro, di avvicinarsi verso sonorità tipiche della bossa nova, del funk e della musica afro-cubana. Sabrosa, dall'atmosfera tipicamente rilassante e caratterizzata da suoni propri del jazz-rock e del funk rock, Futterman's Rule, decisamente più vicina al rock sperimentale e Ricky's Theme, ispirata in parte al soul jazz e profondamente influenzata dal suono dell'organo Hammond di Nishita, furono i brani strumentali più lodati del nuovo disco, questa volta celebrato dai media come un continuo alternarsi di brani hip hop, punk e jazz. Nel frattempo, diede alle stampe il primo lavoro personale, intitolato Performing Chicken EP, un brevissimo disco consistente in appena undici canzoni, inserite poi nel suo primo album in studio, la cui uscita era già stata fissata per l'anno seguente. La casa discografica che s'impegnò a dare alle stampe il mini-album fu la piccolissima ed indipendente Fido Speaks, etichetta oggi scomparsa: inoltre, fu proprio per l'uscita di questo EP che Mark Nishita adottò lo pseudonimo di "Money Mark", anche se non è l'unico adottato da Nishita nel corso degli anni. Nei dischi che ha prodotto o in cui ha collaborato è apparso anche come "$ Mark", "Keyboard Money Mark", "Money Mark Nishita" e "Money Mark Ramos Nishita".

### 1995 - 1997: L'inizio della carriera musicale da solista
Interrotto temporaneamente il sodalizio con Horovitz e compagni, Mark Nishita, tornato a casa direttamente da New York, iniziò a pensare seriamente di registrare un cd tutto suo. Nel 1995 incise nello studio di casa sua il suo primo album, Mark's Keyboard Repair che, edito inizialmente dall'etichetta californiana Love Kit in tre dischi in vinile da dieci pollici, godette di un tale favore del pubblico che, pervenutane in Gran Bretagna una copia al "boss" della Mo' Wax, James Lavelle, quest'ultimo fu a tal punto sorpreso positivamente dall'originalità dei suoni e dei grooves del disco, da recarsi personalmente a casa di Nishita, sempre a Los Angeles, allo scopo di avere l'esclusiva per la pubblicazione dello stesso in Inghilterra. Questo lavoro, ristampato il 12 marzo 1996 in CD, può essere considerato un'originale raccolta di trenta canzoni per più di un'ora di ascolto, improntata alla ricerca di uno stile funk-soul simile a quello di un artista come Isaac Hayes, cultore di entrambi i generi. Mark's Keyboard Repair fu in assoluto il primo disco stampato dalla Mo' Wax ad entrare in classifica tra i quaranta CD più venduti in Gran Bretagna.
Nello stesso anno, la canzone Pow fu utilizzata come accompagnamento sonoro nel film A casa per le vacanze, diretto da Jodie Foster, mentre poco dopo Nishita realizzò le musiche di un'altra pellicola cinematografica, Low, distribuita esclusivamente sul mercato cinematografico statunitense e diretta da Lise Raven.
Nel 1996 partecipò con Caldato alla produzione di The in Sound from Way Out!, una raccolta di tredici tra le più famose ed orecchiabili canzoni strumentali dei Beastie Boys, arricchita dall'inedita Son of Neckbone e dalla rara Drinkin' Wine, comparsa in un EP del 1992. Contemporaneamente diede alle stampe un altro brevissimo album di inediti, Third Version, indirizzato questa volta verso le atmosfere musicali proprie del downtempo e dell'acid jazz, ma con una netta preponderanza di organi e tastiere e non troppo distante dai suoni del disco d'esordio. Il 1997 fu dal punto di vista puramente musicale un anno di temporanea pausa, intervallato però da una breve collaborazione con la band californiana dei Banyan, alla stesura del loro primo omonimo lavoro, nel quale Money Mark apparve con il nome fittizio di The freeway Keyboardist (Il tastierista della superstrada). Oltre a questa singolare esperienza, il musicista di Detroit iniziò poi a lavorare a un nuovo disco, la cui pubblicazione fu programmata per la metà del 1998.

### 1998 - 2001: Il pop diPush the Buttone lo strumentaleChange Is Coming

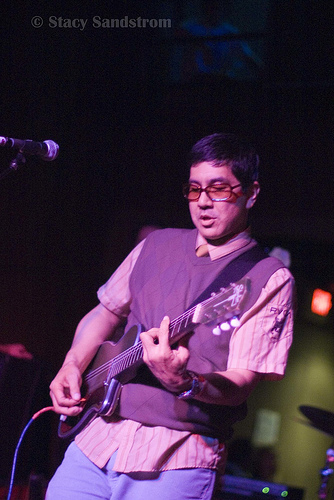
Money Mark alla chitarra in un recente concerto.

Il secondo album in studio di Money Mark, Push the Button, fu prodotto in due formati, CD e vinile, il 4 maggio 1998. Il disco, che ottenne apprezzamenti da parte della critica, fu testimone di un importante cambio di direzione da parte dell'artista, che mise da parte la musica puramente strumentale per lasciare il posto soprattutto a brani cantati, pur essendo conosciuto fino a quel momento solo in qualità di arrangiatore. Pur essendo stato catalogato nell'ordine degli album rock, Push the Button vide un netto avvicinamento di Nishita a forme di pop-mainstream, evidenti in canzoni orecchiabili, ma comunque dalla struttura piuttosto complicata ed organizzata dal suono di vari strumenti, come Too Like You, Tomorrow Will Be like Today e Hand in Your Head, abbastanza differente dalla versione demo della stessa canzone, presente nel disco d'esordio. Comuuqe, non si assistette ad una totale scomparsa di pezzi esclusivamente suonati e non cantati, tra i quali si possono ricordare Dha Teen Ta, dalle sonorità vistosamente orientali ed arricchita dalla perenne acustica dell'organo, Harmonics of Life, costituita unicamente dal suono dell'armonica a bocca (come si può facilmente intendere dal titolo) e Bossa Nova 101, scritta a due mani con Caldato, che lo indusse a comporre un brano dai suoni tipicamente brasiliani.
Il 1999 vide Money Mark costantemente impegnato in due tournée: una con i Beastie Boys, reduci dalla pubblicazione del loro recente album (Hello Nasty, 1998), l'altra con la sua band, per promuovere il nuovo disco. Nello stesso periodo, la title track di Push the Button fu utilizzata come colonna sonora del film di Sam Miller Un caimano nel soggiorno, mentre due anni dopo cooperò, sempre in qualità di compositore, con i registi Ted Demme e Peter Farrelly, apparendo rispettivamente nel cast di Blow e Osmosis Jones, in quest'ultimo caso insieme al compositore Randy Edelman.
Mentre il 2000 fu caratterizzato unicamente da una brevissima collaborazione con DJ Hurricane, che frequentava da ormai dieci anni, apparendo nella sua ultima esperienza discografica Don't Sleep, Nishita ritornò a lavorare a una nuova release, con la quale si ebbe un vero e proprio ritorno al passato; infatti, la particolarità del terzo album in studio, Change Is Coming, pubblicato dall'etichetta discografica Emperor Norton Records il 18 settembre 2001, è stata la totale assenza di brani cantati, con l'esclusiva strumentalità dei pezzi. In questo caso, è impossibile identificare un unico genere musicale, dal momento che, benché la maggior parte dei grooves siano inclini al funk, quest'ultimo subisce una sfilza di contorsioni creative di ogni sorta, con la presenza di atmosfere "jazzate" (Love Undisputed), ritmi dance, salsa e rock, come nel caso di Information Contraband, l'unico singolo estratto dal disco, e Another Day to Love You.

### 2002 - 2005: L'esordio come attore ed il terzo Extended Play
Nel 2002 il regista Joey Garfield fissò un colloquio con Money Mark per proporgli una piccola parte all'interno del suo nuovo film; il suo esordio di fronte alle telecamere non fu l'unico nel film diretto da Garfield, dal momento che il documentario, intitolato Breath Control: The History of the Human Beat Box ed incentrato sulla figura del beatboxer, vide impegnati vari musicisti statunitensi, tra cui Biz Markie, D.O.A. e soprattutto Doug E. Fresh, meritevole del ruolo di protagonista in qualità di inventore del beatboxing, quella branca dell'hip hop che consiste nella capacità di imitare i suoni della batteria con l'uso della bocca. Poco dopo, la sua canzone Insects are all around us fu scelta come accompagnamento musicale del film Sorority Boys, e la stessa cosa avvenne per una delle sue ultime interpretazioni, Soul Drive Sixth Avenue, a cui optò questa volta il regista Le avventure di Pluto Nash.
Il 2004 fu un anno molto intenso per l'artista di Detroit, che ottenne due ruoli come comparsa nei film Moog e Bruce Haack: The King of Techno, dedicati a due grandi personalità della storia della musica: Robert Moog, l'inventore del sintetizzatore e Bruce Haack, considerato uno dei padri della musica elettronica. Successivamente, realizzò il terzo EP della sua carriera da solista, Demo? Or Demolition?, definibile come un ragguardevole tentativo di rinnovare il proprio repertorio musicale, e creando così un disco dalle mille facce, con brani molto intensi alternati a morbide ma non smielate ballate, fino addirittura a sfiorare aspetti propri della musica dance.
Seguì poi un lungo periodo di impegni, sempre relazionato al mondo del cinema: ...e alla fine arriva Polly e la serie televisiva Family Bonds videro dunque la collaborazione di Money Mark, che nel 2005 scrisse l'inedito Home Sick per il film Bloodline ed una delle sue canzoni più note, Insects Are All Around Us, fu utilizzata dal regista di Dick e Jane - Operazione furto come colonna sonora.

### 2006 - 2007: L'accordo con la Brushfire Records ed il nuovo album
Nel 2006 Money Mark cominciò a guardarsi intorno in fatto di case discografiche, avendo rescisso relativamente da poco tempo il contratto con la piccola Chocolate Industries; la decisione di riferire il problema a Mario Caldato gli permise di risolverlo molto presto, dal momento che grazie all'amico conobbe il musicista, regista e surfista Jack Johnson, fondatore e proprietario di una modesta casa discografica con sede alle Hawaii, la Brushfire Records. All'inizio del 2007, Nishita ha stipulato un accordo con l'etichetta, che ha pubblicato il 27 febbraio di quest'anno il suo quarto album in studio, Brand New by Tomorrow, per il quale l'artista si è avvalso della collaborazione dello stesso Johnson per il primo ed unico singolo estratto, Pick Up the Pieces, dal suono decisamente vintage e retro. La promozione dell'album, sfociata in una tournée negli Stati Uniti e Inghilterra, è terminata nel mese di maggio, quando Money Mark ha dato notizia sul suo sito ufficiale della partenza con i Beastie Boys per una lunga serie di concerti e spettacoli, con l'obiettivo di intrattenere il pubblico con gli inediti dell'ultimo lavoro, The Mix-Up, dato alle stampe nel mese di giugno.
Sempre nello stesso anno, ha realizzato con la Woodrow Jackson Orchestra la cover di Love's Theme, una delle canzoni registrate da Barry White con la Love Unlimited Orchestra: il brano è stato inserito nella compilation Guilt By Association, stampata nel mese di settembre dalla Engine Room Recordings.

## Stile musicale e look
A partire dagli anni novanta, da quando Money Mark ha cominciato a produrre i suoi primi dischi, l'artista ha sperimentato un numero molto notevole di generi musicali, tra i quali si possono annoverare il funk, il jazz e la musica elettronica. Sebbene l'hip hop sia stato per qualche anno al centro della sua attività musicale (motivato dalla collaborazione con i Beasties), esso è stato quasi messo da parte per lasciare spazio a bizzarre storture di ogni tipo del pop e del jazz, fino a sfociare in uno stile del tutto originale ed alternativo, merito anche del cospicuo numero di strumenti musicali da lui suonati.
A questo proposito, si può affermare che Money Mark sia un musicista trasportato nel 2000 direttamente dagli anni settanta, cosa ravvisabile analizzando, oltre ai suoni vintage dei suoi brani, anche il suo abbigliamento in scena. In questo il musicista nato a Detroit, ma di fatto adottato da Los Angeles, mostra infatti di avere uno stile decisamente "retro": ad eccezione di qualche rarissimo caso, per il musicista la regola è presentarsi davanti al pubblico con smoking, cravatta ed un paio di stravaganti occhiali scuri.

## Discografia

### Album in studio
- 1995 - Mark's Keyboard Repair
- 1998 - Push the Button
- 2001 - Change Is Coming
- 2007 - Brand New by Tomorrow